# Fernanda Gil Lozano
Claudia Fernanda Gil Lozano (Buenos Aires, 25 de mayo de 1958) es una historiadora, profesora universitaria y política argentina, que se desempeñó como diputada nacional por la Ciudad Autónoma de Buenos Aires, entre 2007 y 2011, y como parlamentaria del Mercosur por Argentina entre 2015 y 2019.

## Biografía
Nacida en Buenos Aires en 1958, se recibió de docente de enseñanza primaria y más tarde de profesora en historia en la Facultad de Filosofía y Letras de la Universidad de Buenos Aires (UBA). Posee una maestría en sociología del Instituto de Altos Estudios Sociales de la Universidad Nacional de General San Martín y un doctorado de la Facultad de Filosofía y Letras de la UBA.
Se ha desempeñado como profesora en la Universidad Nacional de La Pampa, en la UBA, en la Organización Universitaria Interamericana, en la Universidad Nacional de Quilmes, en la Universidad de Ciencias Empresariales y Sociales, en la Universidad de Palermo, entre otras instituciones. También en el ámbito académico, ha sido investigadora e integrante del Instituto Interdisciplinario de Estudios de Género de la Facultad de Filosofía y Letras de la UBA, además de contar con diversas publicaciones y participaciones en congresos y conferencias.
Se desempeñó como asesora en la Defensoría del Pueblo de la Ciudad Autónoma de Buenos Aires bajo Diana Maffía entre 2000 y 2001 y como asesora de la entonces legisladora porteña María Eugenia Estenssoro entre 2006 y 2007. Entre 2000 y 2002 integró el consejo asesor del Instituto Nacional contra la Discriminación, la Xenofobia y el Racismo (INADI). Ha sido columnista de opinión en Infobae.
En política, integró la Coalición Cívica ARI (CC-ARI), siendo elegida diputada nacional por la Ciudad Autónoma de Buenos Aires en las elecciones legislativas de 2007, con mandato hasta 2011. Se desempeñó como vicepresidenta segunda de la comisión de Turismo y como secretaria de la comisión de Cultura, integrando también como vocal las comisiones de Familia, Mujer, Niñez y Adolescencia; de Legislación del Trabajo; de Legislación Penal; y de Tercera Edad. En 2010 votó a favor del matrimonio entre personas del mismo sexo. En noviembre de 2010, junto con otros diputados, presentó un proyecto de ley de identidad de género, que fue debatido y aprobado al año siguiente. Tras su paso por la Cámara de Diputados se desempeñó como directora de la Comisión Especial de Delitos Vinculados a la Trata de Personas de la Legislatura de la Ciudad Autónoma de Buenos Aires.
En noviembre de 2014 abandonó la CC-ARI, de la cual había integrado la mesa de conducción nacional del partido, pasando a formar parte del Frente Renovador de Sergio Massa. En las elecciones de 2015, fue elegida diputada al Parlamento del Mercosur (Parlasur) por Argentina en la lista nacional de Unidos por una Nueva Alternativa (UNA). Su mandato fue extendido hasta 2021.
En marzo de 2021 fue designada directora del Centro Internacional para la Promoción de los Derechos Humanos (CIPDH-UNESCO), entidad descentralizada del Poder Ejecutivo Nacional con auspicio de la Unesco.